# Asimina angustifolia
Asimina angustifolia là loài thực vật có hoa thuộc họ Na. Loài này được Raf. mô tả khoa học đầu tiên năm 1840.

## Hình ảnh

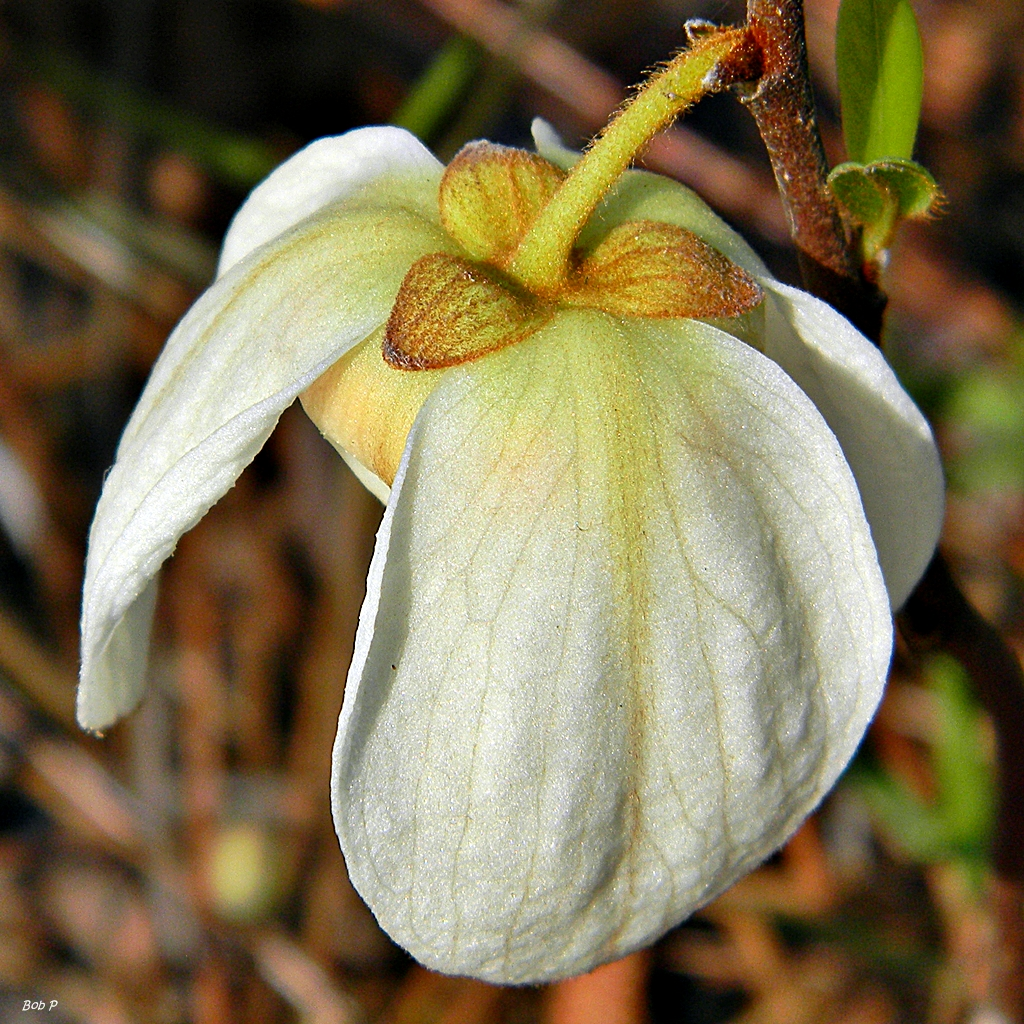